# Notodryas aeria
Notodryas aeria är en fjärilsart som beskrevs av Edward Meyrick 1897. Notodryas aeria ingår i släktet Notodryas och familjen skärmmalar. Inga underarter finns listade i Catalogue of Life.